# Velile
Velile (teljes neve: Velile Mchunu; KwaZulu-Natal, Dél-afrikai Köztársaság, 1973. –) dél-afrikai pop-énekesnő, musical-színésznő.

## Pályakép
A „Helele” című dal tette ismertté, amelyet a francia nyelvű RTL rádió és svájci televízió sugárzott a 2010-es labdarúgó-világbajnokság idején Dél-Afrikában, Németországban pedig a egy hamburgi produkció vezető színésznője volt az Oroszlánkirály zenéjével. Egy Durban közeli településen nőtt fel. Színművészeti tanulmányokat folytatott Johannesburgban (Committed Artist Academy). 1999-ben Stevie Wonderrel és Michael Jackson-nal együtt ott volt Nelson Mandela születésnapján.
Hamburgban több éven át játszotta az Oroszlánkirályban a  főszerepet. Ezt követően az 1992-es azonos című dél-afrikai filmben is megjelent, amely az apartheid alatt szabadságért küzd. Turnézott az Izidumo és az Ipi Ntombi musicalek előadásaival. Később is szerepelt a különböző musicalek szólistájaként.

## Lemezei
- Tales from Africa: 2010
- Lion Queen: 2011
  - Velile & Safri Duo: Helele: 2010
  - Injabulo: 2011